# Olidiana alvea
Olidiana alvea är en insektsart som beskrevs av Nielson 1991. Olidiana alvea ingår i släktet Olidiana och familjen dvärgstritar. Inga underarter finns listade i Catalogue of Life.